# 1836 en santé et médecine
| Années de la santé et de la médecine : 1833 - 1834 - 1835 - 1836 - 1837 - 1838 - 1839    |
| Décennies de la santé et de la médecine : 1800 - 1810 - 1820 - 1830 - 1840 - 1850 - 1860 |

Cet article présente les faits marquants de l'année 1836 en santé et médecine.

## Événement
- 13 octobre : Theodor Fliedner inaugure à Kaiserswerth une communauté de diaconesses gérant un hôpital et un centre de formation d’infirmières[1].
- 6 novembre : Charles X meurt du choléra à 79 ans.

## Prix
- Jean-Nicolas Gannal reçoit le prix Montyon pour la seconde fois.
- Médaille Copley : Francis Kiernan (1800-1874), pour ses découvertes relatives à la structure du foie[2].

## Naissances
- 3 avril :
  - Ferdinand Monoyer (mort en 1912), physicien et ophtalmologiste français, inventeur de l'échelle Monoyer.
  - Maurice Krishaber (mort en 1883), oto-rhino-laryngologiste hongrois.
- 20 août : Richard Hughes (mort en 1902), homéopathe britannique, éditeur du British Journal of Homeopathy[3].
- 28 décembre : Gottlieb Burckhardt (mort en 1907), psychiatre suisse.